# Clavatula bimarginata
Clavatula bimarginata là một loài ốc biển, là động vật thân mềm chân bụng sống ở biển trong họ Clavatulidae.